# Geoffrey Grey

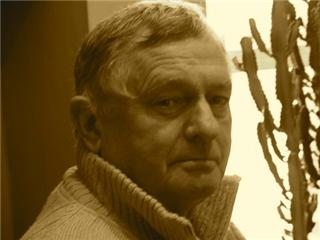
Geoffrey Grey

Geoffrey Grey, född 26 september 1934 i Gipsy Hill i Lambeth i London, död 9 oktober 2023, var en brittisk kompositör och dirigent.

## Kända verk
- 1956 The Tinderbox, för berättare, violin och piano
- 1958 Sonata in C (piano)
- 1958 The Pied Piper of Hamelin (barnopera)
- 1959 A Christmas Cantata, (Boys/Girls Voicestring orkester)
- 1961 Sonata No.1 för violin och piano
- 1962 Six Cavalier Songs (sopran eller tenor och piano)
- 1963 Capriccio för stråkorkester
- 1964 Sarabande (Balett för Sadlers Wells Opera Ballet)
- 1964 Patterns (Balett för Sadlers Wells Opera Ballet)
- 1964 Cock Robin, Betty Botter, Lullaby for Voices (musik för barn)
- 1967 Dance-Game (symfoniorkester)
- 1967 Serenade för dubbel träblåskvintett
- 1967 String Quartet No.1
- 1968 Sonata för Brass (tre trumpeter och tre tromboner)
- 1968 Aria för Flute(Oboe) och piano
- 1969 Inconsequenza (för slagverkskvartett)
- 1969 Flowers of the Night (violin och piano)
- 1969 Quintet för träblås
- 1969 Notturno (stråkkvartett)
- 1969 Autumn ‘69 (The Prisoner) för 4 instrumentalensembler
- 1969 John Gilpin (solo SATB och träblåskvartett)
- 1970 Divertimento Pastorale (brasskvintett)
- 1970 The Autumn People (kammarorkester)
- 1970 Sarabande för Dead Lovers (Suite från baletten “Sarabande”) (symfoniorkester)
- 1971 A Mirror för Cassandra (piano, violin, oboe, horn, cello)
- 1971 12 Labours of Hercules (berättare och symfoniorkester)
- 1972 Songs för Instruments (septett)
- 1972 Saxophone Quartet
- 1972 Concerto Grosso No.1 för stråkorkester
- 1972 Ceres (Balett av Anthony Tudor)
- 1973 Summons to an Execution , Dirge, Celia (röst och piano) (röst and stråkorkester
- 1974 A Dream of Dying (sopran och ensemble)
- 1975 March Militaire No.1 för brass och slagverk
- 1975 Three Pieces för två pianon
- 1975 Concertante för 2 solovioliner och kammarorkester
- 1975 Tryptych (symfoniorkester)
- 1976 Sonata för cello och piano
- 1977 Dreams of a Summer Afternoon ( violin, horn och piano)
- 1978 Song from “Death’s Jest Book”  (sopran och piano)
- 1980 Variations för orkester
- 1981 12 Studies för piano. (Book 1)
- 1981 Suite för stråkar
- 1983 Sonata för klarinett och piano
- 1984 Contretemps (för träblåskvartett)
- 1984 Three Songs för sopran, klarinett och piano
- 1985 A Morning Raga (kontrabas och piano)
- 1987 Sonata för viola och piano
- 1988 Sonata in Four Movements (violin och piano)
- 1988 Partita för trumpet och piano,
- 1988 Concerto Grosso No2.  (soloviolin och stråkorkester)
- 1989 10 Easy Pieces (piano, violin, horn, oboe)
- 1996 A Bit of Singing and Dancing (symfoniorkester)
- 1996 Quintet, ("The Pike"), för piano, violin, viola, cello, kontrabas
- 1997 Sherzo Strepitoso (symfoniorkester)
- 1997 4 Bagatelles för 2 flöjter
- 1998 Cantar de la Siguiriya Gitana (tenor och pianotrio)
- 1999 Flowers of the Night (arr. för flöjt och piano)
- 1999 Preamble and 5 Variations för fagott och piano
- 2000 Partita för trumpet och piano. Arr. för trumpet och stråkar
- 2001 De Vinetas Flamencos (tenor och piano)
- 2002 Tango alla Sonata för engelskt horn och piano
- 2002 Threnody, Capriccio och Anthem (oboe kör)
- 2003 The weather in the East (flöjt, klarinett, fagott och piano)
- 2004 A Scene from Old Russia (pianotrio)
- 2004 The Man in the Moon (blandad kör a cappella)
- 2004 Shine, Candle, Shine (blandad kör a cappella)
- 2005 The Screech-Owl (Bestiary) för pianosolo.
- 2005 The Disaster (Theatre piece for multiple ensembles)
- 2005 Aubade för oboe och piano
- 2006 Concertino de Printemps för piano och orkester.
- 2007 Trio Concertante för piano, oboe och fagott

- The Seasons, (Tjajkovskij)  för stråkkvartett
- Selection of works by Grieg för stråkkvartett
- Tartini Solo Sonatas för violin och harpa
- Victorian Salon Pieces för pianotrio
- Irish Suite för stråkkvartett
- Francesa da Rimini (Tjajkovskij) för 16-st orkester
- Sicilian Vespers Ballet Music (Verdi) för 16-st orkester